# Старосілецька сільська рада
Старосілецька сільська рада (до 2010 року — Старосільська сільська рада) — орган місцевого самоврядування Старосілецької сільської громади Житомирського району Житомирської області України, розміщений у селі Старосільці.

## Склад ради

### Перші вибори ради громади
Перші вибори депутатів ради громади та сільського голови відбулись 22 грудня 2019 року. Обрано 21 депутата ради, з них: 10 — самовисуванці, 8 — представники ВО «Батьківщина» та 3 — «Слуга народу».
Головою громади обрали Олега Куцаківського — позапартійного самовисуванця, чинного Старосілецького сільського голову.
12 січня 2020 року повторним голосуванням обрали депутата ради від 4-го одномандатного округу (с. Минійки). Ним став позапартійний самовисуванець Володимир Байковець.

## Історія
Створена 1923 року як Старосільська сільська рада, в складі с. Старосільці та хутора Смиківка Коростишівської волості Радомисльського повіту Київської губернії. 7 березня 1923 року включена до складу новоутвореного Коростишівського району Малинської округи. Станом на 1929 рік в підпорядкуванні ради значився х. Кашперівщина (згодом — Кашперівка), на 1 жовтня 1941 року — х. Ферма. У 1941 році села Кашперівка та Смиківка передані складу новоутвореної Кашперівської сільської ради Коростишівського району Житомирської області.
Станом на 1 вересня 1946 року сільська рада входила до складу Коростишівського району Житомирської області, на обліку в раді перебувало с. Старосільці, х. Ферма пропущений к довіднику.
На 10 лютого 1952 року х. Ферма значився таким, що підлягає зселенню. 11 серпня 1954 року, відповідно до указу Президії Верховної ради Української РСР «Про укрупнення сільських рад по Житомирській області», до складу ради включено села Бобрик, Кашперівка, Смиківка і Теснівка ліквідованих Кашперівської і Теснівської сільських рад Коростишівського району. 5 березня 1959 року, відповідно до рішення Житомирського облвиконкому № 161 «Про ліквідацію та зміну адміністративно-територіального поділу окремих сільських рад області», підпорядковано с. Минійки ліквідованої Минійківської сільської ради Коростишівського району; одночасно села Бобрик і Теснівка передані до складу Більковецької сільської ради Коростишівського району.
На 1 січня 1972 року сільська рада входила до складу Коростишівського району Житомирської області, на обліку в раді перебували села Кашперівка, Минійки, Смиківка та Старосільці.
12 серпня 1974 року, відповідно до рішення Житомирського облвиконкому № 342 «Про зміни в адміністративно-територіальному поділі окремих районів області в зв'язку з укрупненням колгоспів», с. Минійки передане до складу Садівської сільської ради Коростишівського району.
18 березня 2010 року, відповідно до рішення Житомирської обласної ради, Старосільську сільську раду перейменовано на Старосілецьку.
12 червня 2019 року територію та населені пункти ради включено до складу новоутвореної Старосілецької сільської територіальної громади Коростишівського району Житомирської області.

### Населення
Відповідно до результатів перепису населення СРСР, кількість населення ради станом на 12 січня 1989 року становила 1 068 осіб.
Станом на 5 грудня 2001 року, відповідно до перепису населення України, кількість мешканців сільської ради становила 956 осіб.